# Colony Club
El Old Colony Club  es un edificio histórico de un club ubicado en Nueva York, Nueva York. El Old Colony Club se encuentra inscrito como un Hito Histórico Neoyorquino en la Comisión para la Preservación de Monumentos Históricos de Nueva York al igual que en el Registro Nacional de Lugares Históricos desde el 23 de abril de 1980. McKim,Mead & White; Kendall & Baldwin fueron los arquitectos del Old Colony Club.

## Ubicación
El Old Colony Club se encuentra dentro del condado de Nueva York en las coordenadas 40°44′43″N 73°59′06″O / 40.745278, -73.985.